# 紅四方面軍總政治部舊址
紅四方面軍總政治部舊址位於四川省通江縣諾江鎮，文物遺址年代判定為1933年。1991年4月16日公佈為四川省第三批文物保護單位。